# 下島正資
下島 正資（しもじま まさすけ、1950年6月4日 - 2010年1月2日）は日本の写真家。

## 来歴
中学校で父親に貰った8mmムービーカメラで学校の行事を記録、発表。高校時代は35mmカメラで反戦デモや大学籠城学生を撮影、新宿フーテン族を発見後彼らの姿を追ってスナップ撮影。
新宿風月堂やゴールデン街で写真家・福島菊次郎から報道写真の神髄を教わる。
ノーベル書房「ビートロジー（乞食哲学）」や内外の雑誌社に写真を販売。
インディペンデント・レーベルURCレコード（音楽舎）で「五つの風船」LPジャケット、岡林信康、フォーク・クルセダーズ、高田渡、遠藤賢司、高石友也（ともや）、愚、六文銭等を撮影した。その為、都立高校生を4年間経験。
1970年に渡米、プリンストン大学キャンパス内の学生寮にて友人イアン・リービー（現・作家・リービー英雄）の部屋に居候。
ニュージャージー州プリンストンよりニューヨーク市マンハッタンにあるケンブリッジ英語学校へバス通学。3ヶ月後、NYに一人転居・自立。
1971年サンフランシスコ・アート・インスティテュート映画科。1年間履修。
1972年サンタバーバラ・インスティテュート写真学部入学。
1975年同イラストレート・フォトグラフィ学科卒業後、ロスアンゼルス（LA）移転。同年、美術評論家・ヨシダ・ヨシエ、舞踏家・玉野黄市等アーチストがサンフランシスコで現代日本美術紹介のため渡米。
LAを訪問時、急遽ハリウッド・個人スタジオを借り切り、企画・広報を行いLA初の舞踏を紹介・成功させた。
同じくデス・バレーにて玉野黄市の舞踏を撮影した。南加州（カルフォニア）で活躍する日系人アーチストに選出され、記念展覧会出展。フリーランス写真家。
1976年7月4日、建国200周年日にLAを発ち、ハワイ経由で帰国。カメラ毎日に「デス・バレー」舞踏を発表。